# Casa di Giulietta
Mit Casa di Giulietta (deutsch Haus der Julia) wird ein mittelalterliches Wohngebäude in der Via Cappello in der oberitalienischen Stadt Verona bezeichnet. Das nach seinen Vorbesitzern auch als Palazzo Cappello oder Palazzo Rizzardi benannte Gebäude wird seit 1940 offiziell als Haus der Julia ausgegeben. Es ist neben dem Grab der Julia, dem Grab des Romeo und dem Haus des Romeo einer der Shakespeare-Orte in Verona, der mit dem universellen und positiven Ideal der Liebe verbunden ist und aus diesem Grund zum Ziel einer weltlichen und beliebten Wallfahrt geworden ist. Das Gebäude ist das meistbesuchte Denkmal der Stadt.

## Geschichte
Das Gebäude, das das Casa di Giulietta beherbergt, ist ein mittelalterlicher Wohnturm, dessen Existenz erstmals in Dokumenten aus dem Jahr 1351 belegt ist. In dem Wohnturm befand sich das Gasthaus „del Cappello“, das im Besitz der Erben von Antonio Cappello war. Dies wird auch durch das Wappen des Hutes belegt, das sich auf dem Schlussstein des Bogens befindet, der zum Innenhof zeigt. Gerade wegen diesem Hutsymbol wurde das Gebäude im 18. und 19. Jahrhundert, als man auf der Suche nach Orten war, die mit Shakespeares Tragödie in Verbindung standen, fälschlicherweise mit der Familie der Capulets (auf Italienisch „Cappelletti“) in Verbindung gebracht, die (zusammen mit den Montecchi) im Purgatorio von Dante Alighieri erwähnt werden. Obwohl das Gebäude im Laufe der Jahrhunderte mehrfach den Besitzer wechselte, behielt es seine Funktion als Gasthaus bei, zu dem sich einige Handwerksläden gesellten.
Im Jahr 1905 kaufte die Stadt Verona das Gebäude, das 1930 teilweise abgerissen wurde, um den Bau des Teatro Nuovo zu ermöglichen. Schließlich wurde 1939 unter der Leitung des Direktors der städtischen Museen, Antonio Avena, die Einrichtung des Museums abgeschlossen. Avenas Eingriff vermischte neomittelalterliche Dekorationen, die neu für Wände und Decken geschaffen wurden, mit Elementen aus den städtischen Sammlungen wie Steinen, Säulen, Kaminen, Wappen und Möbeln, die aus dem 13. bis 15. Jahrhundert stammen. Für den Balkon wurden eigens zwei Konsolen aus rotem Marmor angefertigt, während für das Geländer eine mittelalterliche Platte aus den städtischen Sammlungen verwendet wurde. Da die Platte relativ klein war, wurden zwei seitliche Verlängerungen und Seitenabschlüsse aus weißem Marmor und Avesa-Stein gefertigt, auf denen die gleichen Bögen wie in der mittleren Platte nachgebildet wurden.
Die Beliebtheit des Hauses und des Balkons wuchs beträchtlich in der Zeit nach dem Zweiten Weltkrieg. In dieser Zeit entschied der neue Direktor der städtischen Museen, Licisco Magagnato, nach der Reform des Castelvecchio (die er zusammen mit dem Architekten Carlo Scarpa leitete), sich dem Thema des Hausmuseums zu widmen. Der Rundgang wurde neu geordnet, und die Räume auf den fünf Ebenen wurden mit einem Kern mittelalterlicher Werke ergänzt, darunter abgenommene Fresken aus dem späten 14. Jahrhundert, Möbel und andere Objekte aus den städtischen Sammlungen. Schließlich wurde am 1. Juni 1973 im Innenhof die Bronzestatue von Julia aufgestellt, ein Werk von Nereo Costantini, das vom Lions Club von Verona gestiftet wurde, und markierte damit die Wiedereröffnung des städtischen Museums.

## Beschreibung

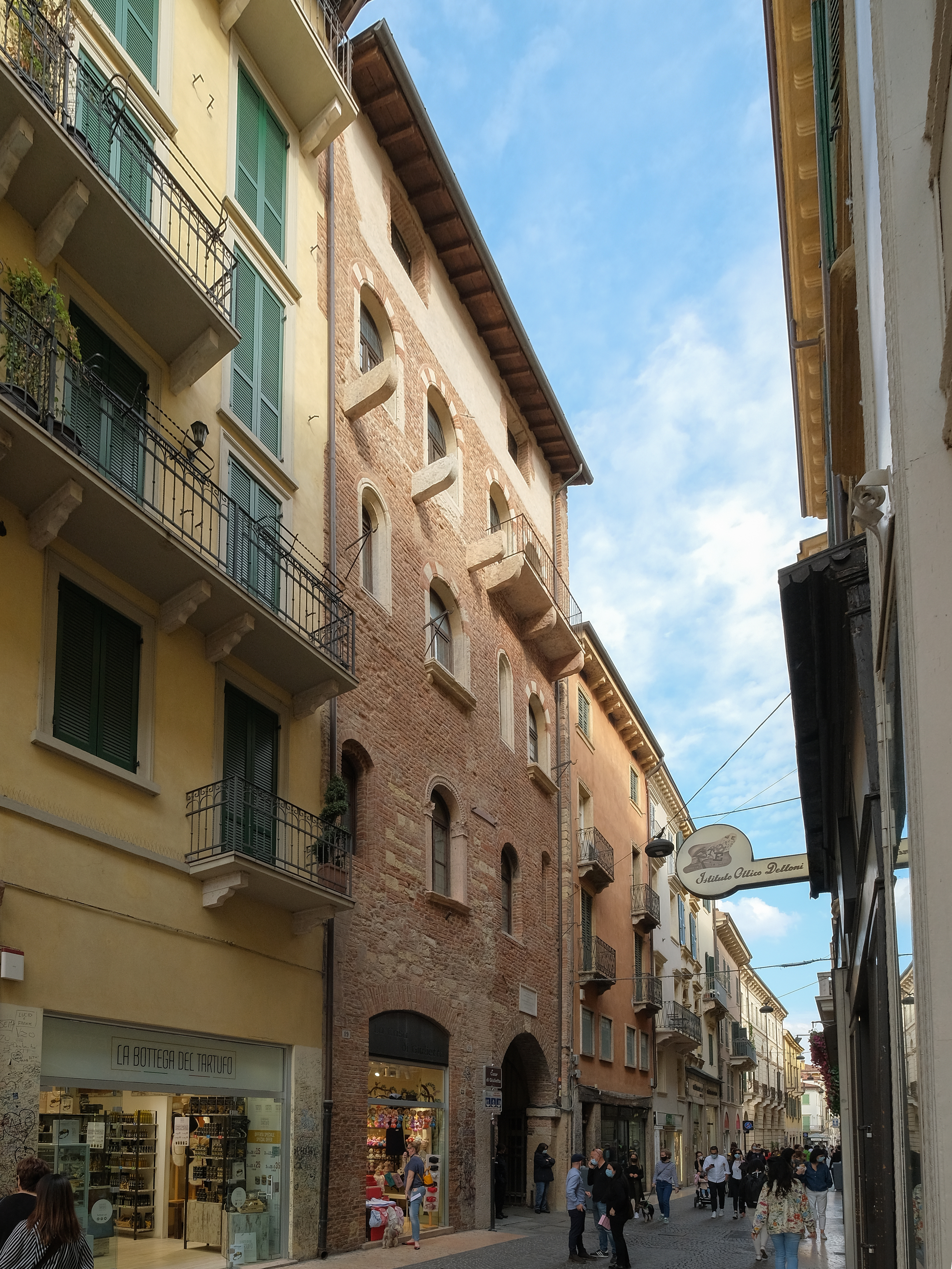
Der Wohnturm von der Via Cappello aus gesehen

Die Bautypologie, die das Casa di Giulietta auszeichnet, lässt sich auf den mittelalterlichen Wohnturm zurückführen. Der Grundriss besteht aus zwei in verschiedenen Epochen errichteten Bauwerken, die wahrscheinlich im 14. Jahrhundert zu einem einzigen Gebäude zusammengeführt wurden, wobei Arbeiten notwendig waren, um sie im Erscheinungsbild zu vereinheitlichen, sie ähnlicher in der Höhe zu gestalten und aufeinander auszurichten.
Das heutige Aussehen des Museums geht auf das von Antonio Avena geleitete Eingreifen zurück. Insbesondere die Fassade des Innenhofs wurde mit wiederverwendeten Elementen aus der Spätmittelalter- und Frührenaissancezeit sowie mit einigen neomittelalterlichen Stücken dekoriert, die von Modellen des 14. und 15. Jahrhunderts inspiriert sind. Der Balkon besteht aus einer Steinplatte aus Avesa, die aus dem 14. Jahrhundert stammt und von einem der Paläste der Herren von Verona, den Scaliger, stammt. Er wurde mit stilistischen Ergänzungen und zwei profilierten Konsolen vervollständigt. Für den Balkon ließ man sich von den Hängengräbern des 14. Jahrhunderts inspirieren, eine symbolische Lösung, die auf das tragische Schicksal von Romeo und Julia anspielen sollte.

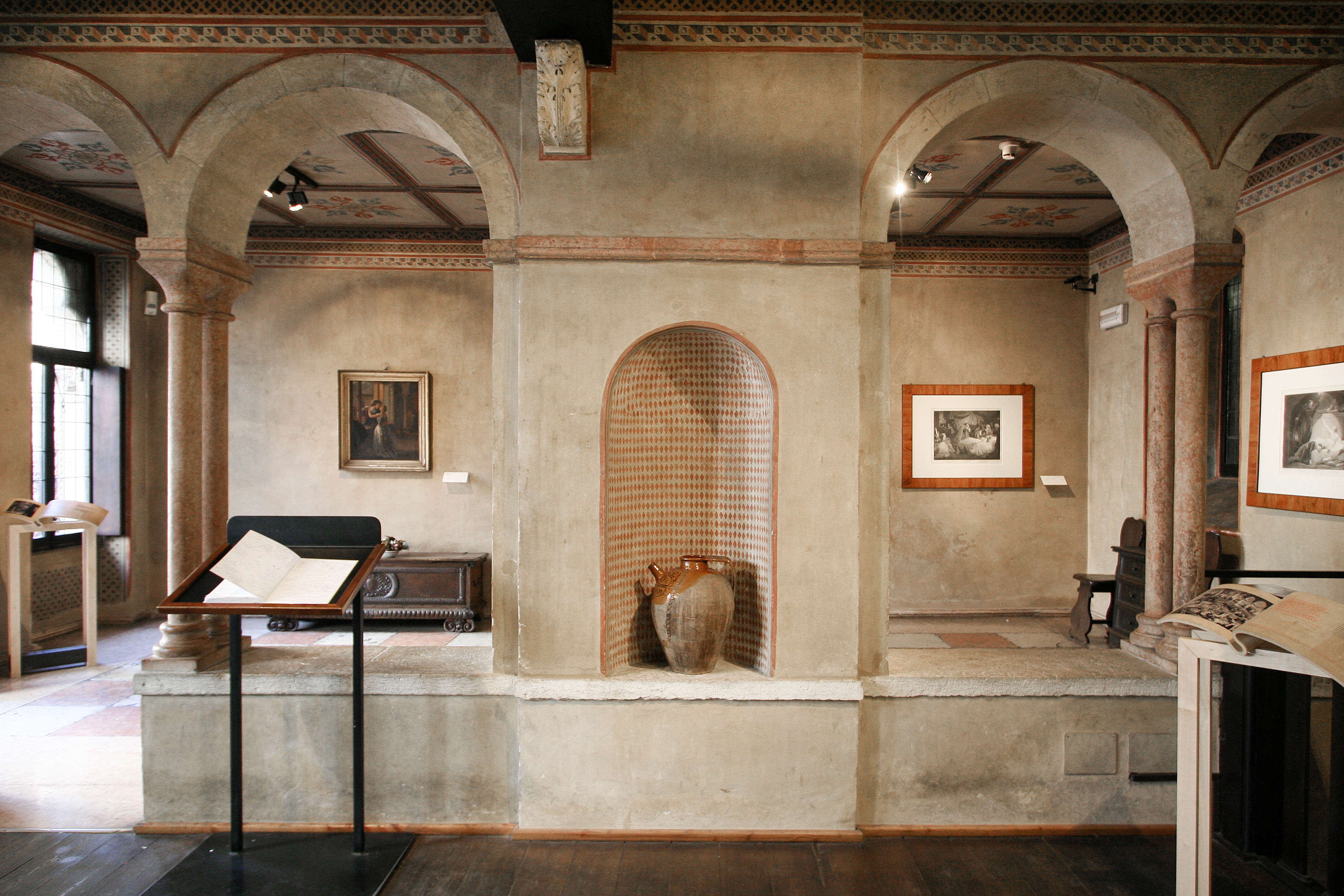
Der Balkonraum mit Werken, die der Shakespeare-Tragödie gewidmet sind.

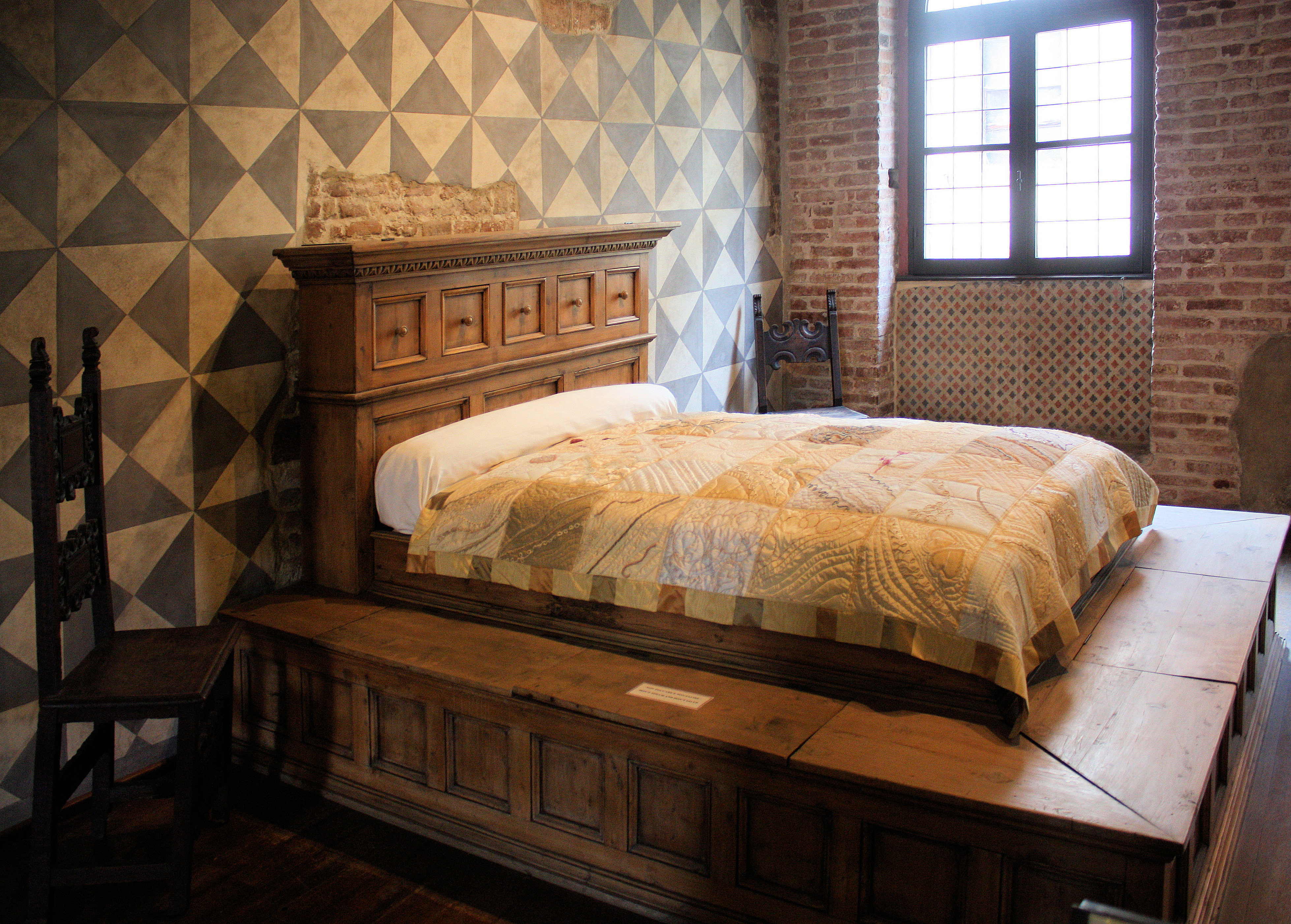
Der Schlafsaal, der das typische Aussehen von Betten zwischen dem Mittelalter und der frühen Renaissance hat.

Im Inneren gibt es unter den Hauptbereichen den Balkonsaal, den Ballsaal und den Schlafsaal: Der erste ist ein neu gestalteter Raum, der vom berühmten Gemälde Der letzte Kuss von Romeo und Julia von Francesco Hayez inspiriert ist, in dem verschiedene Werke des 19. und 20. Jahrhunderts zum Thema Romeo und Julia ausgestellt sind; der zweite Raum ist durch Holzböden und -decken sowie durch einen Kamin aus rotem Marmor aus der Renaissancezeit geprägt, auf dem eine Kopie des Wappens der Cappello zu sehen ist; schließlich der Schlafsaal, der über einen Laubengang erreichbar ist, mit Wänden, die in einem zweifarbigen Stil dekoriert sind. Dort befindet sich das von dem Architekten Lorenzo Mongiardino für den Film Romeo und Julia von Franco Zeffirelli entworfene Bett.